# Leptinotarsa rubiginosa
Leptinotarsa rubiginosa (лат.) — вид жуков-листоедов рода Leptinotarsa. Северная Америка: Мексика и США. Известен как красный картофельный жук (Reddish Potato Beetle).

## Описание
Среднего размера жуки-листоеды (около 1 см), сходные с колорадским жуком. Тело овальное, выпуклое. Усики 11-члениковые. Максиллярные щупики состоят из 4 сегментов (вершинный членик нижнечелюстных щупиков короче предшествующего). Пронотум шире головы. Голова, грудь и надкрылья одноцветные, оранжево-красные, скутеллюм чёрный.